# Andreas Jacob Fischer
Andreas Jacob Fischer (* 30. November 1789 in Offenburg; † 11. Mai 1860 in Ovelgönne) war ein deutscher Apotheker. 

## Leben
Fischer entstammt einer jeverschen Soldatenfamilie. Nach dem Besuch der Lateinschule in Jever begann Fischer im Herbst 1803 eine fünfjährige Apotheker-Lehrer in Wildeshausen und ging 1808 als Gehilfe nach Westerstede. Ostern 1801 trat er bei dem  Apotheker Docius in Ovelgönne als Provisor ein.
1811 heiratete er dessen Tochter und wurde noch im selben Jahr nach dem Examen verteidigt. Anschließend übernahm er die Apotheke Ovelgönne, die er bis zu seinem Tod leitete.
Fischer war ein vielseitig interessierter Apotheker, der neben botanischen, medizinischen, mineralogischen und naturkundlichen Neigungen auch Geselligkeit und Vergnügen pflegte. In der Franzosenzeit soll er das Amt des Maire (-Adjunkten) bekleidet haben, 1819 wurde er Kirchen- und Armenjurat.
1831 gab er eine Broschüre über die Cholera heraus. Der häufige Besuch und Gebrauch der Bäder in Baden, Aachen, Wiesbaden, Ems, Schwalbach, Pyrmont, Nenndorf und insbesondere Wildungen veranlasste ihn  zum Studium der Mineralwasserkuren. 1838 verfasste er ein Büchlein über Wildungen, worin er den Kurgast über den Badeort, über Brunnenanalysen sowie über therapeutische und diätische Maßnahmen belehrte. Eigene Untersuchungen führten zum Nachweis von Arsen und Kupfer im Wildunger Quellwasser, worüber er 1847 im Archiv der Pharmazie berichtete. Eine von ihm angelegte Conchyliensammlung ging um 1873 durch Schenkung in den Besitz des Naturkundemuseums in Oldenburg über.

## Schriften
- Die Cholera aus dem Gesichtspuncte der Chemie. Oldenburg 1831.
- Wildungen und seine Umgebungen mit besonderer Hinsicht auf seine Mineralquellen. Oldenburg 1838.
- Über Arsenik- und Kupfergehalt in den Quellabsätzen des Wildunger Sauerbrunnens. In: Arch. Pharmaz. 102 (1847), S. 263–268.